# Herman Van Rompuy
Herman Achille graaf Van Rompuy (Etterbeek, 31 oktober 1947) is een Belgische politicus van de christendemocratische partij CD&V. Hij was tussen 30 december 2008 en 25 november 2009 de premier van België en van 1 januari 2010 tot en met 30 november 2014 voorzitter van de Europese Raad, in de media vaak incorrect 'president van Europa' genoemd. Op 19 november 2009 werd bekendgemaakt dat hij was verkozen tot de eerste permanente voorzitter en op 1 maart 2012 werd Van Rompuy met algemene stemmen door de 27 staatshoofden en regeringsleiders van de EU voor een tweede mandaat benoemd. Na deze termijn was hij niet meer herkiesbaar.

## Biografie

### Opleiding
Herman Achille Van Rompuy is een zoon van economieprofessor Vic Van Rompuy. Hij is afkomstig uit een politieke familie, want ook zijn vrouw Geertrui Windels, zijn broer Eric Van Rompuy, zijn zus Tine Van Rompuy en zijn zoon Peter Van Rompuy werden politiek actief. Van Rompuy studeerde Grieks-Latijnse humaniora aan het Sint-Jan Berchmanscollege in Brussel tot 1965 en werd in 1968 baccalaureus in de wijsbegeerte aan de Katholieke Universiteit Leuven. Ten slotte behaalde hij in 1971 aan dezelfde universiteit een licentiaatsdiploma in de economische wetenschappen.
Van Rompuy begon als attaché op de studiedienst van de Nationale Bank van 1972 tot 1975. Tussen 1973 en 1977 was hij ondervoorzitter van de CVP-jongeren en vanaf 1978 lid van het partijbureau van de CVP (sinds 2001 CD&V). Van 1975 tot 1980 was hij adviseur op de kabinetten van de CVP-ministers Leo Tindemans (1975-1978) en Gaston Geens (1978-1980). Vanaf het midden van de jaren 80 behoorde Van Rompuy tot de top van zijn partij en van 1980 tot 1988 was hij directeur van de studiedienst van de partij: Cepess. Hij onderhandelde mee bij de regeringsvormingen van Wilfried Martens (III tot en met VIII) (1982-1988) en Jean-Luc Dehaene I en II en ook de staatshervormingen van 1980, 1988 en 1993. Van 1980 tot 1987 doceerde hij eveneens aan de Handelshogeschool Antwerpen en de 1982 tot 2008 aan de Vlaamse Economische Hogeschool van Brussel (VLEKHO). 
Van 1982 tot 1988 was hij arrondissementeel CVP-voorzitter voor Brussel-Halle-Vilvoorde. Voor de partij werd hij in januari 1988 aangeduid als gecoöpteerd senator, een functie die hij uitoefende tot in juli 1994. Toen volgde Van Rompuy Wilfried Martens op als rechtstreeks gekozen senator voor het arrondissement Brussel, hetgeen hij bleef tot in mei 1995. Door het toen bestaande dubbelmandaat zetelde hij in de periode juli 1994-mei 1995 automatisch ook in de Vlaamse Raad. In de Senaat was Van Rompuy tot mei 1988 lid van de commissie Economische Aangelegenheden en Financiën en van 1992 tot 1993 lid van de commissie Herziening van de Grondwet.
Van mei tot september 1988 was hij staatssecretaris voor Financiën en KMO in de Regering-Martens VIII. In september 1988 werd Van Rompuy verkozen tot partijvoorzitter van de CVP, hetgeen hij zou blijven tot in september 1993. In oktober 1992 werd hij herkozen voor een tweede termijn. 

### Minister van Begroting & vicepremier
In september 1993 volgde Van Rompuy Mieke Offeciers op als minister van Begroting in de regering-Dehaene I. Hij behield deze functie in de regering-Dehaene II, waarin hij van 1995 tot 1999 tevens vicepremier was. Als begrotingsminister wist Van Rompuy het Belgische begrotingstekort op zes jaar tijd sterk terug te dringen. Dat was nodig om de Maastrichtnorm te halen en België te laten toetreden tot de Eurozone.
Van Rompuys ministeriële carrière kwam voorlopig ten einde na de zware verkiezingsnederlaag van zijn partij in juni 1999 (onder meer als gevolg van de zogenaamde dioxinecrisis), waarna de CVP (in 2001 herdoopt tot CD&V) na 41 jaar onafgebroken machtsdeelname in de oppositie belandde. Sindsdien was hij lid van de federale Kamer van volksvertegenwoordigers, waar hij van mei 1995 tot november 2009 (met een onderbreking door zijn ministerschappen) zetelde, als gekozene voor de kieskring Brussel-Halle-Vilvoorde. 
In 2004 kreeg hij de titel van minister van staat. Tijdens de beide regeringen Verhofstadt (1999-2007) was Van Rompuy vooral in de cyberspace aanwezig via zijn weblog, waar hij vele haiku's schreef en waarmee hij naar eigen zeggen de oppositiekuur van CVP en daarna CD&V kon overleven. Als Kamerlid was hij ondertussen actief in de commissies Buitenlandse Betrekkingen (1999-2007) en Herziening van de Grondwet (1999-2003).
Op 12 juli 2007 werd Herman Van Rompuy aangesteld als nieuwe voorzitter van de Kamer van volksvertegenwoordigers, een functie die hij bekleedde tot 30 december 2008. Zijn Kamervoorzitterschap combineerde hij met het voorzitterschap van de commissie Herziening van de Grondwet en het lidmaatschap van de commissie Buitenlandse Betrekkingen.
Van Rompuy vertegenwoordigde binnen de CD&V de conservatieve vleugel van de partij; hij legde meer de nadruk op normen en waarden, respect en andere ethische thema's. Voorts heeft hij het imago van intellectueel.
Zijn jongere broer Eric Van Rompuy is eveneens politicus voor CD&V en was minister in de Vlaamse regering van 1995 tot 1999. Zijn zus daarentegen, Christine Van Rompuy, was kandidaat voor het Europees Parlement voor de extreemlinkse partij PVDA+.

### Opdracht na de federale verkiezingen van 2007
Tijdens de regeringsonderhandelingen was hij actief lid van het team onderhandelaars van de Vlaamse christendemocraten. Op 29 augustus 2007 werd hij door Koning Albert II aangeduid als "verkenner" om uit de impasse van de regeringsformatie te raken. In deze functie bracht hij tweemaal verslag uit bij de Koning. Bij zijn bezoek op 10 september kwam nadrukkelijk het boek "Courage. Eight portraits" van Gordon Brown in beeld. In dit boekwerk portretteerde de auteur acht personen die blijk gaven van moed of 
"Wat doet mensen moeilijke beslissingen nemen en de juiste optie kiezen, wanneer veel minder gevaarlijke alternatieven open liggen".
Een symbolische verwijzing naar de politieke situatie was duidelijk.

Op 17 september bracht de koninklijke verkenner voor de derde keer verslag uit bij de koning. De taak van de verkenner werd in opdracht van het paleis verruimd: 
"Naast de institutionele problemen zal hij ten gepasten tijde ook de sociale, economische en maatschappelijke problemen verkennen".
Op 24 september meldde een woordvoerder van het koninklijk paleis dat Van Rompuy binnen enkele dagen zijn opdracht zou teruggeven, omdat ook hij niet in staat bleek te zijn de impasse te doorbreken.
Op 29 september meldde een woordvoerder van het koninklijk paleis dat Van Rompuy zijn opdracht had voltooid omdat hij de oranje-blauwe onderhandelingen opnieuw op gang had kunnen trekken. Vanaf 30 september stond Van Rompuy de nieuw aangestelde formateur Yves Leterme bij bij de onderhandelingen die moesten leiden tot een nieuwe federale regering.
Volgens de krant Le Soir zou Van Rompuy vanaf 20 oktober 2007 niet langer deel uitgemaakt hebben van het onderhandelingsteam van de CD&V na een aantal vermeende verwijten van de N-VA als zou hij te veel toegevingen doen aan de Franstaligen en daarbij de Vlaamse eisen negeren. Volgens Franstalige bron 
"staat formateur Leterme anders stil. Van Rompuy is het geheugen van de onderhandelingen. Hij kan zaken die al op tafel hebben gelegen, ontkennen of bevestigen".
Tijdens de septemberdagen van 2007 van de moeizaam verlopende onderhandelingen tot de vorming van een nieuwe federale regering na de verkiezingen van 10 juni 2007 was Van Rompuy de ontwerper van de zogeheten spooknota, in die periode een nieuw begrip in de Belgische politiek.

### Regering-Van Rompuy I
Na de val van de regering-Leterme I in december 2008, werd Van Rompuy genoemd als kandidaat-premier. Op 23 december meldde hij dat hij van het premierschap afzag. Verkenner Wilfried Martens probeerde om hem toch te overtuigen. In het verleden hield hij altijd de boot af omdat een leven als premier hem naar eigen zeggen niet zinde. Na het afronden van Martens' verkenningsopdracht in verband met het vormen van een nieuwe federale regering werd Van Rompuy op 28 december 2008 op het koninklijk paleis te Laken gevraagd een formatieopdracht op zich te nemen. Hij aanvaardde deze op verzoek van Koning Albert II en vatte gesprekken aan om een nieuwe Belgische regering te vormen waarin hij op 30 december 2008 slaagde. Hierdoor moest hij ontslag nemen als Kamervoorzitter en moest hij de Kamer verlaten.
Op 30 december 2008 legde hij als 66ste premier van België de eed af bij de Koning, alhoewel hij lang volhield dit ambt niet na te streven. De dichterlijke aanleg van de premier was ondertussen doorgedrongen in The Wall Street Journal waar enkele in het Engels vertaalde haiku's verschenen. Men spreekt over de premier als an intellectual with a penchant for writing haiku (een intellectueel met de neiging om haiku's te schrijven).

### Voorzitter van de Europese Raad
Begin november 2009 werd Van Rompuy steeds nadrukkelijker genoemd als mogelijke eerste "voorzitter van de Europese Raad". Zelf liet hij weten geen kandidaat te zijn en de functie enkel te ambiëren als hij er bij algemene consensus voor gevraagd werd. De Belgische premier wilde niet de indruk wekken dat hij opzettelijk het Belgische politieke toneel wou verlaten.
De Financial Times typeerde de premier als een asceet, gematigd conservatief, een gerespecteerd bemiddelaar en een eerder traditionele atlantist met weinig ervaring in de buitenlandse politiek. Het blad stelde ook vast dat hij het premierschap na krachtig aandringen met tegenzin aanvaardde. Nochtans, gaf de krant mee, zijn ervaring met het arrangeren van akkoorden in een verdeeld land als België bleek een pluspunt voor de nieuwe functie van voorzitter van de Europese Unie.
The Guardian plaatste de premier ook als grootste kanshebber wegens zijn sober en degelijk imago met een low profile op het Europese toneel.
Op 17 november schreef de Amerikaanse krant The Wall Street Journal dat premier Van Rompuy bekendstaat als een meester in het onderhandelen die vergaderingen kan leiden in verschillende talen. Het blad verwees ook naar het moeilijk te besturen België. Het stelde: 
Van Rompuy is erin geslaagd om een land met zes parlementen en een bureaucratie met in totaal meer dan vijftig ministers bij elkaar te houden. Als je weet hoe je België moet regeren, kun je zeker de EU leiden.
Als pluspunt haalde men ook aan dat de premier de belangrijkste Europese talen machtig is. Dat kwam hem goed uit bij informele contacten met regeringsleiders.
Op 19 november werd bekend dat hij de eerste voorzitter van de Europese Raad zou worden. Hij bekleedde deze functie effectief vanaf 1 januari 2010 . Bij zijn ambtsaanvaarding zei hij: 
"Ik aanvaard mijn aanstelling tot permanent voorzitter die ik als een eerbetoon beschouw aan België, dat zich als stichtende lidstaat onophoudelijk heeft ingezet voor de opbouw van Europa. Ik was geen kandidaat voor deze functie, maar ik neem ze met veel enthousiasme aan. Het profiel van de Europese president is duidelijk: dialoog, eenheid en actie staan centraal. Ik wil de nadruk leggen op de verscheidenheid die de Unie kenmerkt, waardoor onderhandelingen waarbij iemand verliest geen goede beslissing zijn. Het imago van de vergadering van staatshoofden en regeringsleiders wordt opgebouwd door de behaalde resultaten. Daarbij pleit ik in navolging van de "rustige vastheid" voor de stapsgewijze benadering: step by step, maar zonder too little too late."
Op 24 februari 2010 beledigde Nigel Farage Van Rompuy in het Europees Parlement door te zeggen dat Van Rompuy het charisma van een natte dweil en de uitstraling van een tweederangs bankmedewerker heeft.
Op 1 maart 2012 werd Van Rompuy door de 27 staats- en regeringsleiders voor een tweede mandaat benoemd als voorzitter van de Europese Raad. Hij bekleedde deze functie tot november 2014. Na deze termijn was hij niet meer herkiesbaar. Herman Van Rompuy werd voor dezelfde ambtstermijn tevens aangeduid als de eerste voorzitter van de eurotop. De bijeenkomsten van de eurotop worden ten minste twee keer per jaar gehouden.
Op 1 december 2014 volgde de Pool Donald Tusk Herman Van Rompuy op als voorzitter van de Europese Raad.

### Na de politiek
Na zijn mandaat als voorzitter van de Europese Raad werd Van Rompuy gastprofessor aan de Université catholique de Louvain.
Van Rompuy bekleedt of bekleedde verschillende mandaten in de non-profitsector:
- In januari 2015 werd hij lid van de raad van bestuur van de Katholieke Universiteit Leuven.[21] In april 2020 liep zijn mandaat af.
- In juni 2015 werd hij in opvolging van Philippe Maystadt voorzitter van de denktank European Policy Centre.[22] Brigid Laffan volgde hem in december 2022 op.[23]
- In 2015 volgde hij Mark Eyskens als voorzitter van de Francqui-Stichting op.
- Sinds 2018 is hij in opvolging van de overleden Philippe Maystadt voorzitter van het Centre international de formation européenne (CIFE).
- In november 2019 volgde hij Iñigo Méndez de Vigo als voorzitter van de raad van bestuur van het Europacollege op.[24]
- In april 2025 werd hij lid van de raad van toezicht van universiteitsnetwerk Europaeum.[25]
- In september 2019 werd hij voorzitter van de raad van bestuur van de Stichting Zoniënwoud.[26]
- In mei 2021 werd hij voorzitter van de adviesraad van de Stichting Hubi & Vinciane.[27]
- In mei 2021 werd hij voorzitter van de conferentie over de toekomst van Europa, een initiatief van het Europees Comité van de Regio's.[28]
- Hij was voorzitter van de adviesraad van New Pact for Europe.[29]
- Hij is voorzitter van de International Advisory Council van de ngo Trias.[30]
- Hij is lid van de raad van toezicht van de denktank Friends of Europe.

Hij bekleedt ook enkele mandaten in de privésector:
- Op 1 januari 2015 volgde hij de overleden Jean-Luc Dehaene op als voorzitter van de adviesraad van TomorrowLab, een innovatie-adviseur en integrator voor bedrijven, overheden en organisaties.[31]
- Hij was lid van de raad van bestuur van energieleverancier EnergyVision van juni 2021 tot 2025.[32][33]

Hij was tot 2023 bestuurder van cultuurfestival Europalia.

## Standpunten
Sinds de benoeming van Herman Van Rompuy als eerste permanente voorzitter van de Europese Raad bekend raakte, werden in de internationale pers verschillende uitspraken van hem vernoemd met betrekking van een mogelijke toetreding van Turkije tot de EU. Meestal werd gesteld dat Van Rompuy tegen een mogelijke toetreding is.
Tijdens een debat in de Kamer op 24 december 2004 heeft Herman Van Rompuy inderdaad driemaal het woord genomen. Van Rompuy, toen een afgevaardigde in de oppositie, merkte op dat:
- Volgens het rapport van de Europese Commissie over de vorderingen van Turkije op weg naar toetreding, aan de politieke criteria van Kopenhagen nog altijd niet door Turkije voldaan is. Indien de Europese Raad beslist de toetredingsonderhandelingen met Turkije te openen, gaat het dus om een beslissing van politieke aard.
- Turkije een seculiere staat is met sinds decennia een democratisch politiek systeem. «Er is gezegd dat de uitbreiding van de Europese Unie met een seculiere moslimstaat een voorbeeld kan zijn voor de buurlanden. Het is evenwel duidelijk dat die voorbeeldfunctie tot dusver niet de verhoopte invloed heeft gehad op de buurlanden van Turkije »
- Het doel van de Europeanen een « Unie van waarden » is. In deze context moet de kandidaat in staat zijn een positieve en heldere balans voor te stellen.
- Uitbreiding van de Europese Unie plaatsvindt zonder dat men zeker is dat de Europese grondwet zal worden geratificeerd. Als het niet is geratificeerd door alle lidstaten van de EU, moet het uitbreidingsproces opgeschort worden. Een evaluatie van het beslissingsproces van de EU moet vóór de toetreding van Turkije worden herzien.
- Hij een mix tussen de toetreding van Turkije en de ratificatie van de Europese Grondwet vreest.
- De kosten van de toetreding van Turkije zeer hoog zullen zijn.
- Het opvallend is dat de landen die het hevigst voor de toetreding zijn, ook die landen zijn die het hardst strijden voor een vermindering van het EU-budget.
- Onderhandelingen nog nooit anders geëindigd zijn dan in een toetreding tot de EU, en dit zal hier ook niet het geval zijn.
- Inclusief Turkije, dat "een belangrijk land is voor Europa", de vraag zich op werpt hoe omgegaan moet worden met andere landen zoals Oekraïne, bijvoorbeeld.
- Een uitbreiding met Turkije op geen enkele manier te vergelijken is met vorige uitbreidingsgolven. Turkije is Europa niet, en zal dit nooit zijn. Zeggen dat christelijk Europa tegen deze uitbreiding is, is de waarheid geweld aandoen. Hetzelfde kan immers gezegd worden van andere families en politieke groepen in andere landen. Feit is echter wel dat de universele waarden die gelden in Europa, en die ook in de christelijke leer fundamenteel zijn, zullen verwateren door de toetreding van een groot islamitisch land als Turkije.

## Typering
Van Rompuy is een zeer gelovige katholiek maar onder zijn leiderschap lieten de christendemocraten in 1990 een van de meest liberale abortuswetten in Europa tekenen door de ministers van de Regering-Martens VIII. Hij wordt beschouwd als een fijnbesnaard intellectueel, gevormd door zijn opleiding op het Sint-Jan Berchmanscollege van de paters jezuïeten, door Robert Houben, de huisideoloog van de studiedienst van de toenmalige CVP en door ex-premier Leo Tindemans. Voor het grote publiek was hij volgens Yves Desmet jarenlang een "humorloze droogstoppel", terwijl hij in intieme kring grappige maar onverbloemde typeringen kon geven van collega-politici. Hij is in staat tot grote zelfrelativering. Zijn adagium is "rustige vastheid". Er zijn van hem meerdere gevatte analyses en provocatieve oneliners bekend, waarvan hier enkele:
- Wij bezweren als politici voortdurend dat we alles onder controle hebben, maar eigenlijk zijn wij machtelozer dan ooit. De eenvoudige waarheid is dat het ons ontsnapt, dat we er zeer vaak gewoon als toeschouwer bij staan.
- Ook al zijn wij de eerste en enige generatie die geen oorlog aan den lijve ondervonden heeft, toch zijn wij angstiger dan alle voorgaande. Het gebrek aan geluk bedreigt ons. Genoeg is alleen genoeg als het minstens evenveel is als die van hiernaast. Men moet leven in harmonie met zichzelf en in solidariteit met de anderen, (men moet) opnieuw het vermogen vinden om gewoon tevreden te zijn.

## Personalia
Herman Van Rompuy is gehuwd met Geertrui Windels. Het echtpaar kreeg vier kinderen, van wie zoon Peter Van Rompuy ook in de politiek stapte.

## Onderscheidingen
- 26 januari 2004: minister van staat
- 17 december 2009: Grootlint in de Leopoldsorde (België)
- december 2011: Grootofficier in het Legioen van Eer (Frankrijk)
- 7 augustus 2012: Grootofficier in de Nationale Orde (Ivoorkust)
- 25 april 2013: Grootkruis in de Orde van de Ster (Roemenië)
- 20 februari 2014: Nationale Orde (Benin)
- 30 april 2014: Grootofficier in de Orde van het Witte Dubbele Kruis (Slowakije)
- 10 oktober 2014: Ridder Grootkruis in de Orde van Oranje-Nassau.[39]
- 21 juli 2015: voordracht voor verheffing in de adelstand met de titel graaf, gevolgd door verlening van adeldom in 2016.[40]
- oktober 2015: Orde voor Bijzondere Diensten (Slovenië)
- 25 januari 2016: Grootlint in de Orde van de Rijzende Zon (Japan)[41]
- 29 juni 2016: Grootkruis in de Orde van Malta

### Ereburgerschappen
- In februari 2012 werd hij ereburger van de Vlaams-Brabantse gemeente Beersel.[42]
- Op 7 juli 2012 werd hij ereburger van de West-Vlaamse kustgemeente De Haan, waar hij een vakantiehuisje heeft.[43]
- In 2013 werd hij ereburger van Matsuyama (Japan), de hoofdstad van de haiku.[44]
- Op 25 november 2013 werd hij ereburger van de Antwerpse gemeente Olen.[45]
- Op 16 mei 2014 werd hij ereburger van de Limburgse gemeente Kortessem.[46]

### Academische titels
- 2 februari 2010: eredoctoraat van de Université catholique de Louvain[47]
- 4 maart 2011: eredoctoraat van de Kobe University Brussels European Centre
- 18 maart 2011: institutioneel eredoctoraat aan de Universiteit Gent[48]
- 1 juni 2012: eredoctoraat aan de Katholieke Universiteit Leuven[49]
- 5 juli 2012: eredoctoraat van de University of Foreign Languages in Bakoe
- 1 november 2012: eredoctoraat van de Nationale Universiteit in Hanoi
- 13 december 2013: eredoctoraat van de Universidad CEU San Pablo in Madrid[50]
- 21 februari 2014: eredoctoraat van de Universiteit van Abomey-Calavi in Godomey[51]
- 20 oktober 2015: eredoctoraat van de Vrije Universiteit Amsterdam
- 4 november 2015: eredoctoraat van de Kansai-universiteit in Osaka
- juni 2016: eredoctoraat van de Universiteit van St Andrews in St Andrews[52]
- juli 2016: eredoctoraat van de Universiteit van Kent in Canterbury
- februari 2017: eredoctoraat van de Regent's University in Londen
- 17 november 2017: eredoctoraat van de Universiteit van Carleton in Ottawa[53]

### Overige prijzen
- Op 12 juni 2010 ontving hij in Breda samen met Europese commissarissen Neelie Kroes en Viviane Reding de BeNeLux-Europa Prijs van het BeNeLux-Universitair Centrum (BUC).[54]
- Op 8 september 2010 ontving hij de Leadership Prize van de Harvard Club of Belgium.[55]
- Op 25 november 2010 ontving hij in Luxemburg de Collier du mérite européen van de Fondation du mérite européen.[56]
- Op 10 december 2010 ontving hij in Madrid de 10th Anniversary New Economy Forum Prize van Nueva Economia Fórum.[57]
- Op 14 januari 2012 ontving hij de Gouden Penning van de Koninklijke Vlaamse Academie van België voor Wetenschappen en Kunsten.[58]
- Op 18 april 2012 ontving hij de Otto von der Gablentzprijs in Den Haag.[59]
- Op 16 november 2012 ontving hij de European Prize Coudenhove-Kalergi in Wenen.[60]
- Op 4 oktober 2013 ontving hij de Michele di Gianni Award van de Belgische Consulaire Unie.[61]
- Op 2 oktober 2013 werd hem een Paul Harris Fellow toegekend vanwege zijn bezoek aan Rotary Club Roeselare Mercurius.
- Op 25 januari 2014 ontving hij de Golden Business Centre Club Statuette Award in Warschau.
- Op 29 mei 2014 ontving hij de Internationale Karelsprijs Aken.[62]
- Op 3 juli 2014 ontving hij de ESMT Responsible Leadership Award van de European School of Management and Technology in Berlijn.[63]
- Op 7 oktober 2014 ontving hij samen met Martin Schulz (voorzitter van het Europees Parlement en José Manuel Barroso (voorzitter van de Europese Commissie) de Médaille d'or van de Fondation Jean Monnet pour l'Europe.[64]
- Op 10 oktober 2014 ontving hij de Willem van Oranje-Penning van de Universiteit Leiden.[65]
- In 2015 werd hij ambassadeur van de haiku vanwege Japan.[44]
- In 2015 ontving hij de Leopold-Kunschak-Preis van de Oostenrijkse Volkspartij.[66]
- Op 17 januari 2015 was hij laureaat van de nationale Orde van de Gulle Lach. De onderscheiding werd hem uitgereikt door de burgemeester van Genk.[67]
- Op 21 mei 2015 ontving hij de Gouden Vives van de Hogeschool VIVES.[68]
- In oktober 2015 ontving hij samen met José Manuel Barroso (voorzitter van de Europese Commissie) de Prijs van Verdienste van de Europese Volkspartij.[69]
- Op 4 februari 2016 ontving hij op de Sloveense ambassade in Brussel een Flames of Peace Award.[70]
- Op 13 maart 2016 ontving hij de Comeniusprijs.[71]
- In april 2016 won hij in Bulgarije de jaarlijkse prijs voor pro-Europees beleid van TV Evropa.[72]
- Op 15 januari 2017 won hij de cultuurprijs op de Asia Cosmopolitan Awards.[73]

## Publicaties
Van Rompuy schreef verscheidene werken over sociale, politieke en economische thema's:
- De kentering der tijden, Lannoo, 1979
- Hopen na 1984, Davidsfonds, 1984
- Het christendom. Een moderne gedachte, Davidsfonds, 1990
- Vernieuwing in hoofd en hart. Een tegendraadse visie, Davidsfonds, 1998
- De binnenkant op een kier. Avonden zonder politiek, Lannoo, 2000
- Dagboek van een vijftiger, Davidsfonds, 2004
- Op zoek naar wijsheid, Davidsfonds, 2007
- Europa in de storm, Davidsfonds, 2014. ISBN 978-90-351-4121-6
- Mijmeringen. Dagboeknotities en haiku's, 2004-2021, 2021
- Wie wij waren. Een gesprek, 2022 (met Rik Van Cauwelaert)
- Mens en medemens & De verloren vrede terugwinnen, 2023 (met Marcel Möring)

Daarnaast verscheen er ook een haikubundel van hem:
- Haiku, Gentse Poëziecentrum, 2010

### Bestseller 60
| Boeken met noteringen in de Nederlandse Bestseller 60 | Jaar van verschijnen | Datum van binnenkomst | Hoogste positie | Aantal weken | Opmerkingen                       |
| ----------------------------------------------------- | -------------------- | --------------------- | --------------- | ------------ | --------------------------------- |
| Mens en medemens & De verloren vrede terugwinnen      | 2023                 | 10-05-2023            | 54              | 1            | in samenwerking met Marcel Möring |

## Trivia
- Van Rompuy had twee keer een cameo in de stripreeks Nero door Marc Sleen. In het album De Roos van Sakhti (1996) belt Jean-Luc Dehaene Adhemar op om te vragen of die Herman van Rompuy de Midasziekte (waarmee alles wat je aanraakt in goud verandert) wil bezorgen zodat de staatsschuld kan worden opgelost? Van Rompuy staat in datzelfde album ook aan Jan Spiers frietkraam met een spaarvarken.
- Van Rompuy is supporter van RSC Anderlecht.[75]
- In de Engelstalige media kreeg Van Rompuy de bijnamen Haiku Herman[76] en haiku prime minister.[77] Deze bijnamen kreeg hij omdat hij als hobby graag haiku's schrijft.
- Herman Van Rompuy kreeg ooit les van Wilfried Martens. Deze laatste kreeg dan weer les van Vic Van Rompuy, Herman Van Rompuys vader.
- Hij was bestuurder en lid van het auditcomité bij de Dexia bank tot 2008.
- Geert Hoste schreef in 2009 een lied over Van Rompuy, "De Van Rompuy-puist".
- Het kunst- en designcollectief Studio Job kreeg de opdracht om voor de werkkamer van Van Rompuy in het gebouw van de Europese Raad te Brussel een passend sculptuur te ontwerpen. Het kunstwerk genoemd Piece for Peace komt te staan in de ruimte waar Van Rompuy met regeringsleiders poseert voor de fotografen.